# Список заслуженных тренеров СССР (биатлон)
Почётное спортивное звание, присваивалось в 1956—1992 годах.

## 1968
- Привалов, Александр Васильевич

## 1969
- Бучин, Виктор Николаевич
- Глинский, Евгений Дмитриевич 1933—1978
- Иерусалимский, Владимир Вениаминович
- Осташов, Антон Васильевич

## 1971
- Мизюкаев, Михаил Иванович

## 1976
- Мартынов, Борис Павлович 1936[1]
- Пятало, Ким Егорович

## 1984
- Маматов, Виктор Фёдорович

## 1986
- Путров, Владимир Михайлович 18.6.1938
- Ткаченко, Михаил Владимирович 1953—2020

## 1988
- Барнашов, Владимир Михайлович
- Пяясуке, Тыну[2]

## 1989
- Капшуков, Владимир Данилович 7.1.1948
- Романов, Николай Иванович
- Сидоров В
- Шитиков, Валерий Алексеевич

## 1992
- Хованцев, Анатолий Николаевич

## неизв
- Булочкин, Георгий Иванович 02.05.1913 — 10.10.1991[3],[4],[5]
- Карленко, Василий Павлович
- Мелихов, Вадим Иванович 1941 (? 76)
- Пшеницын, Валентин Николаевич (? 80)
- Раменский, Геннадий Михайлович
- Стремоусова, Валентина Михайловна 21.2.1948